# Lophiidae
Lophiidae, trong tiếng Việt gọi là cá nhái hay cá vây chân, là một họ cá trong bộ Lophiiformes được tìm thấy ở vùng biển Bắc Cực và Đại Tây Dương, Ấn Độ Dương, Thái Bình Dương nơi chúng sống vùi trong cát và ở tầng đáy biển cách mặt nước biển khoảng 1.000 m (3.300 ft).

## Đặc điểm
Giống như các loài cá khác trong bộ Lophiiformes, chúng có một cái đầu lớn và một cái miệng rộng và có nhiều răng. Những loài cá vây chân đi bộ dưới đáy biển và sở hữu nhát cắn nhanh nhất thế giới trong thế giới động vật có xương sống. Miệng của chúng giãn mở với tốc độ tương đương một viên đạn của súng trường cỡ 22 ly, cá vây chân là những động vật săn mồi kiểu phục kích và có thể ăn gần như mọi thứ nhét vừa chiếc mồm rộng của chúng. Do đó, thức ăn của chúng có thể bao gồm cả tôm và cua.

## Các chi
- Lophiodes
- Lophiomus
- Lophius
- Sladenia
- Sharfia
  - Sharfia mirabilis Pietsch & Carnevale, 2011[2]